# Incidente dell'Antonov An-26 di South West Aviation del 2020
Il 22 agosto 2020, un Antonov An-26 della South West Aviation si è schiantato poco dopo di decollo dall'aeroporto di Giuba a Giuba, nel Sud Sudan. L'aereo stava operando un servizio charter cargo nazionale verso Wau e Aweil, nel Sud Sudan.
La South West Aviation Co. Ltd., fondata nel 2017, è una compagnia aerea con sede a Giuba, nel Sud Sudan. La compagnia aerea è stata responsabile dell'incidente mortale di un L-410 Turbolet a Giuba nel 2018. A seguito di quell'incidente, il presidente Salva Kiir ha vietato agli aerei di età superiore ai 20 anni di operare voli passeggeri.

## Incidente
Testimoni oculari riferiscono che l'aereo ha perso improvvisamente potenza e si è schiantato nell'area residenziale di Hai Referendum. È stato escluso che le cattive condizioni meteorologiche possano essere la causa dell'incidente. Otto dei nove occupanti dell'aereo, 3 sud sudanesi e 5 russi, sono rimasti uccisi nello schianto. Solamente una persona è sopravvissuta ed è stata trasportata in ospedale in condizioni critiche. Il ministro dei trasporti sud sudanese Madut Biar Yol ha dichiarato inizialmente che cinque di loro erano cittadini russi.
Secondo i primi rapporti, l'aereo si era schiantato in una zona residenziale. I detriti erano ancora in fiamme quando i residenti prestavano i primi soccorsi.
L'aereo stava operando un volo charter per il Programma alimentare mondiale (WFP) e trasportava pezzi di ricambio, motociclette, cibo, nonché gli stipendi del personale delle ONG; il WFP ha successivamente chiarito che l'aereo era stato noleggiato da Galaxy Star International, una compagnia locale che fornisce servizi al WFP e ad altre agenzie delle Nazioni Unite.
Il 24 agosto il Presidente del Sud Sudan ha riferito che l'aereo trasportava 3 membri dell'equipaggio (1 ucraino e 2 tagiki) e 6 passeggeri. Un passeggero, un sud sudanese, è sopravvissuto, gli altri sono morti nell'incidente.

## Indagini
Secondo il rapporto finale, pubblicato nell'aprile 2024, il Ministro dei Trasporti del Sudan del Sud (AAIB) non è stato in grado di stabilire le cause dell'incidente. Tuttavia è stato determinato che il velivolo non possedeva un certificato valido di aeronavigabilità e la stessa South West Aviation non aveva un certificato di operatore aereo idoneo.
Le scatole nere erano state trovate in buone condizioni e inviate in Ucraina per essere analizzate, ma non contenevano i dati del volo dell'incidente a causa di mancata manutenzione. Il velivolo è stato completamente distrutto dall'incendio in seguito all'impatto e non è stato pertanto possibile effettuare alcun esame su motori e strumenti di bordo.
Il rapporto aggiunge inoltre che il peso totale non era stato specificato nel manifesto di carico e che probabilmente superava i limiti consentiti.

## Reazioni
Il presidente del Sud Sudan Salva Kiir ha invitato il Ministero dei Trasporti a "rispettare gli standard internazionali" nel valutare l'aeronavigabilità degli aerei aggiungendo: "So che è difficile far fronte a una tragedia di questa natura, ma lavoriamo sodo per trovare la causa di questo incidente e utilizzare le lezioni apprese da esso per prevenire il verificarsi di tragedie simili in futuro".